# Promenades
Pour l’article homonyme, voir Promenades (Magnard).
Pour l’article ayant un titre homophone, voir Promenade.
Promenades est un recueil de chroniques de Jean de La Varende publié en 2011 aux éditions Charles Hérissey, de Janzé. Il s'agit de chroniques publiées une première fois dans l'hebdomadaire royaliste La Nation française que créa Pierre Boutang en 1955.
Cette édition est préfacée par Michel Déon, de l'Académie française, et ami de l'écrivain
La Varende y publie ses chroniques littéraires dès 1955, jusqu'à sa mort le 8 juin 1959.

## Titres des chroniques
1. La Chambre du temps, 4 janvier 1956
2. Le Chêne aux pendus, 11 janvier 1956
3. Barbey, 2 mai 1956[2]
4. Édition des Mémoires de Saint-Simon, 23 mai 1956
5. Rennes, 11 juillet 1956
6. Vannes, 25 juillet 1956
7. Le golfe du Morbihan, 8 août 1956
8. Le Passais, 22 août 1956
9. Interrogations, 5 septembre 1956
10. La Maison du berger, 19 septembre 1956
11. Reconstruction, 3 octobre 1956
12. Bruxelles, 17 octobre 1956
13. Rubens, 31 octobre 1956[3]
14. Les promenades académiques : (I) 14 novembre 1956; (II), 27 mai 1959
15. Les promenades britanniques, 28 novembre 1956
16. Les promenades en terre à tatous, 12 décembre 1956
17. Les promenades tourangelles, 26 décembre 1956
18. Les promenades émigrantes, 9 janvier 1957
19. Les promenades chez le misanthrope, 23 janvier 1957
20. Les promenades occidentales, 6 février 1957
21. Les promenades malouines, 20 février 1957
22. Les promenades féeriques, 6 mars 1957
23. Les promenades chez les ombres, 20 mars 1957
24. Les promenades hippiques, 3 avril 1957[4]
25. Les promenades printanières, 17 avril 1957
26. Champignolles, 2 mai 1957
27. Les promenades aurevillyennes, 15 mai 1957[2]
28. Les promenades lapidaires, 29 mai 1957
29. Les promenades au Temple, 12 juin 1957
30. Les promenades vernoliennes, 26 juin 1957
31. Hommage au dauphin, 3 juillet 1957
32. Les promenades éventées, 24 juillet 1957
33. À Tilly-sur-Seulles, 7 août 1957
34. Les promenades ecclésiastiques : (I) 21 août 1957
35. Les promenades avec les compagnons, 4 septembre 1957
36. Les promenades critiques, 18 septembre 1957
37. Les promenades boulonnaises, 2 octobre 1957
38. Les promenades cynégétiques, 16 octobre 1957
39. Les promenades forestières, 6 novembre 1957[5]
40. Les promenades romantiques, 20 novembre 1957
41. Les promenades de relevailles, 4 décembre 1957
42. Les promenades dans la brume, 18 décembre 1957
43. Les promenades, encore la brume, 1er janvier 1958
44. Les promenades radiophoniques, 15 janvier 1958
45. Les promenades honfleuraises, 5 février 1958
46. Les promenades faussement printanières, 19 février 1958
47. Les promenades mobilières, 5 mars 1958
48. Les promenades bretonnes, 19 mars 1958
49. Les promenades corporatives, 9 avril 1958
50. Les promenades parisiennes, 30 avril 1958
51. Les promenades in memoriam, 21 mai 1958
52. Les promenades vulcaniques, 4 juin 1958
53. Les promenades céramiques, 18 juin 1958
54. Les promenades encore aurevillyennes, 2 juillet 1958[2]
55. Les promenades fiscales, 23 juillet 1958
56. Les promenades grammaticales : (1), 6 août 1958 :(2), 20 août 1958
57. Les promenades chez Molière : (I), 3 septembre 1958;(II), 17 septembre 1958; (III), 1er octobre 1958; (IV), 29 octobre 1958; (V), 12 novembre 1958; (VI), 26 novembre 1958; (VII), 10 décembre 1958; (IX en fait VIII), 24 décembre 1958; (X en fait IX), 28 janvier 1959; (XI en fait X), 25 février 1959; (XII en fait XI), 18 mars 1959; (XIII en fait XII), 1er avril 1959
58. Une amitié littéraire. Lettres à Florian Le Roy, décembre 1958
59. Le testament de la monarchie, 7 janvier 1959
60. Les promenades aux environs de Laigle, 15 avril 1959
61. Au cri de la chouette, 29 avril 1959
62. Les promenades chez les collectionneurs, 13 mai 1959